# Habarcq
Habarcq ist eine französische Gemeinde mit 656 Einwohnern (Stand 1. Januar 2022) im Département Pas-de-Calais in der Region Hauts-de-France. Sie gehört zum Arrondissement Arras, zum Kanton Avesnes-le-Comte und zum Gemeindeverband Campagnes de l’Artois.

## Lage
Die Gemeinde Habarcq liegt im Südosten des Artois am Ugy, einem Zufluss der Gy, 13 Kilometer westlich von Arras. Nachbargemeinden von Habarcq sind Capelle-Fermont im Norden, Haute-Avesnes im Nordosten, Agnez-lès-Duisans im Osten, Montenescourt im Südosten, Wanquetin im Süden, Noyellette im Südwesten, Lattre-Saint-Quentin im Westen sowie Hermaville im Nordwesten.

## Bevölkerungsentwicklung
| Jahr                       | 1962 | 1968 | 1975 | 1982 | 1990 | 1999 | 2006 | 2014 | 2022 |
| -------------------------- | ---- | ---- | ---- | ---- | ---- | ---- | ---- | ---- | ---- |
| Einwohner                  | 397  | 376  | 374  | 391  | 581  | 609  | 667  | 679  | 656  |
| Quellen: Cassini und INSEE |      |      |      |      |      |      |      |      |      |

## Sehenswürdigkeiten
- Kirche Saint-Martin
- Schloss

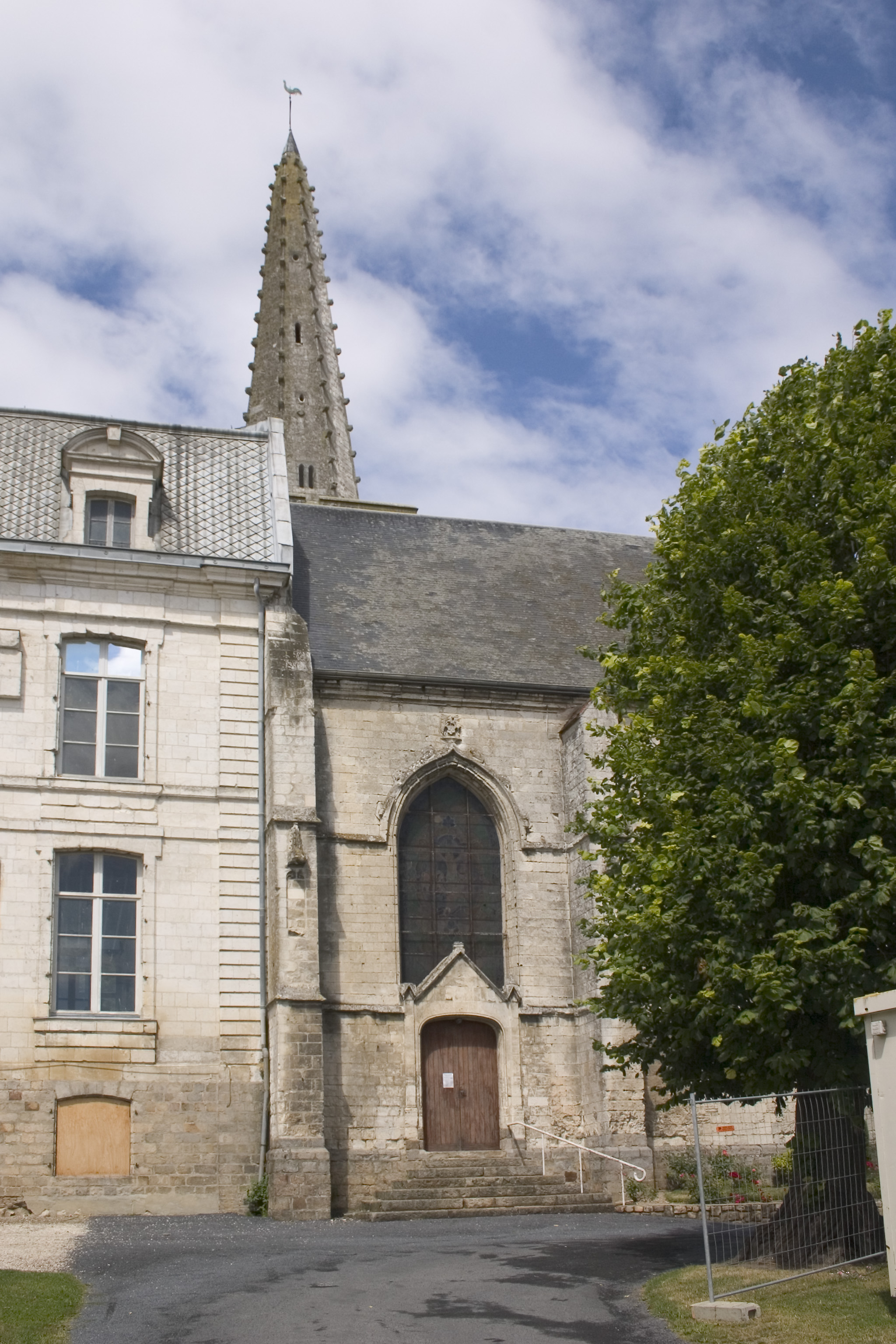
Kirche St. Martin
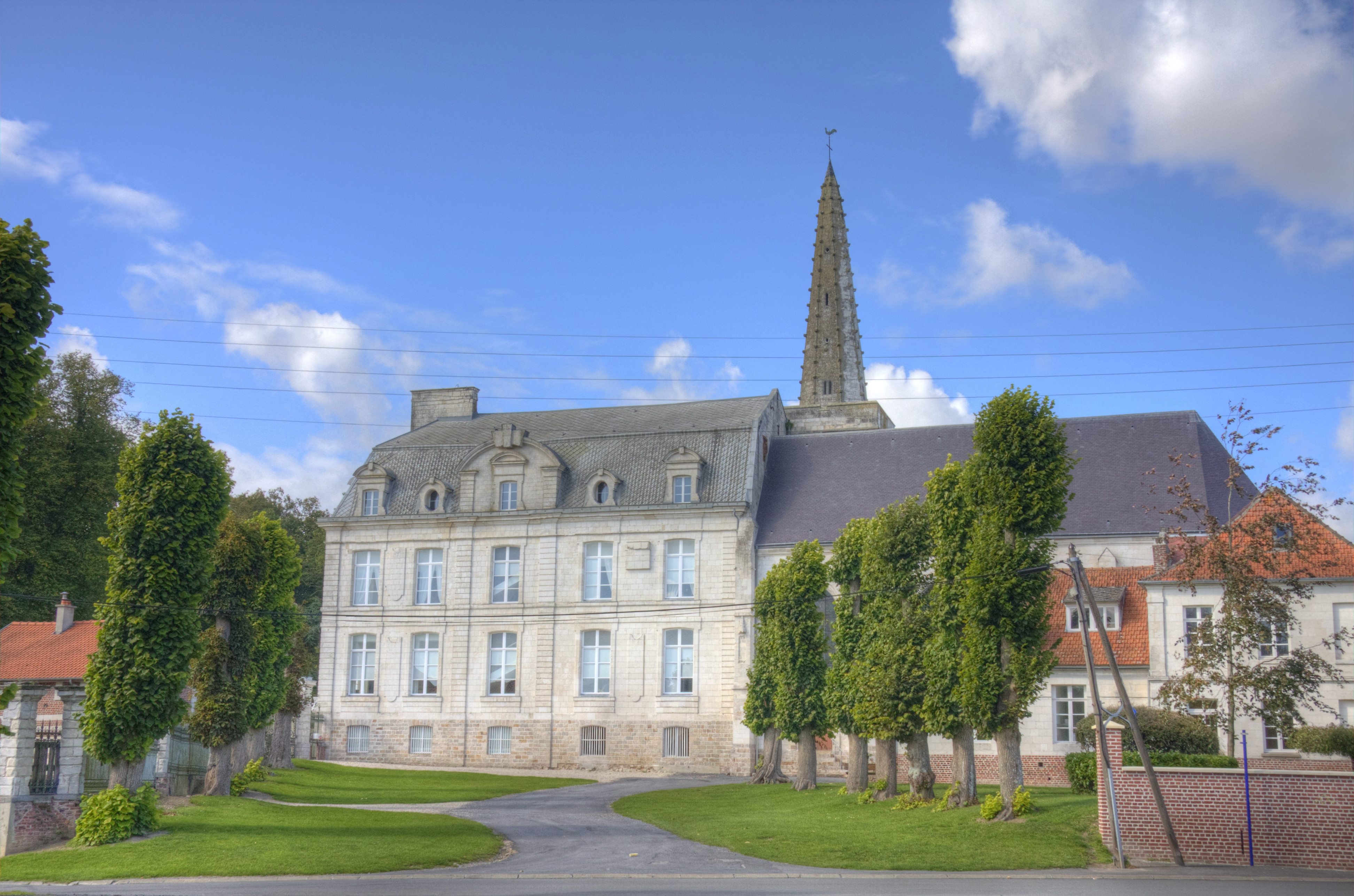
Schloss